# Panamerikanska U23-cupen (volleyboll, damer)
Panamerikanska U23-cupen är en tävling i volleyboll för U23-damlandslag som hålls vartannat år i Amerika sedan 2012. Som övriga panamerikanska volleybollcuper organiseras den av PVU (NORCECA och CSV).

## Upplagor
| Upplaga              | Upplaga | Podium                      | Podium        | Podium          |
| Säsong               | Värd    | Mästare                     | Tvåa          | Trea            |
| -------------------- | ------- | --------------------------- | ------------- | --------------- |
| 2012 mer information | Peru    | Dominikanska republiken U23 | Brasilien U23 | Argentina U23   |
| 2014 mer information | Peru    | Dominikanska republiken U23 | Colombia U23  | Kuba U23        |
| 2016 mer information | Peru    | Dominikanska republiken U23 | Argentina U23 | Kuba U23        |
| 2018 mer information | Peru    | Dominikanska republiken U23 | Peru U23      | Kuba U23        |
| 2020                 | -       | Ej genomförd                | Ej genomförd  | Ej genomförd    |
| 2021 mer information | Mexiko  | Dominikanska republiken U23 | Mexiko U23    | Puerto Rico U23 |
| 2023 mer information | Mexiko  | Dominikanska republiken U23 | Mexiko U23    | Argentina U23   |

## Medaljörer
| Pos. | Lag                         | Guld | Silver | Brons | Totalt |
| ---- | --------------------------- | ---- | ------ | ----- | ------ |
| 1    | Dominikanska republiken U23 | 6    | 0      | 0     | 6      |
| 2    | Mexiko U23                  | 0    | 2      | 0     | 2      |
| 3    | Argentina U23               | 0    | 1      | 2     | 3      |
| 4    | Brasilien U23               | 0    | 1      | 0     | 1      |
| 4    | Colombia U23                | 0    | 1      | 0     | 1      |
| 4    | Peru U23                    | 0    | 1      | 0     | 1      |
| 7    | Kuba U23                    | 0    | 0      | 3     | 3      |
| 8    | Puerto Rico U23             | 0    | 0      | 1     | 1      |